# Alpartir
Alpartir és un municipi d'Aragó situat a la província de Saragossa i enquadrat a la comarcar de la Comarca de Valdejalón.